# Понзари (село)
Понзари — село в составе Серединовского сельсовета Сампурского района Тамбовской области.

## Название
Название села происходит от реки Понзарь, правому притоку Цны, при слиянии которых и расположено село. Необъясненный угро-финский элемент «нза» говорит о его мордовском происхождении.

## История
По преданию, село было основано в начале XVIII века переселенцами из села Кузьминки нынешнего Знаменского района.
В документах село впервые упоминается в 1795 году, когда указано, что в селе проживали 545 однодворцев.
В первой половине XIX века помещиком в селе был секунд-майор Петр Гаврилович Сухотин, который владел 184 крепостными (82 мужчинами, 102 женщинами).
В 1834 году в деревне проживало 255 человек (мужчин — 130, женщин — 125).
В 1858 году в селе была построена церковь и с этого времени Понзари становятся волостным селом. В том же году в селе проживало 1684 человек (мужчин — 854, женщин — 830).
В 1911 году в селе проживало 3420 человек. Земельный надел крестьян составлял по 20 сажен на душу, но некоторые жители были безземельными.
В начале XX века в селе было 11 ветряных мельниц, 3 магазина, 6 шерсточесалок, 2 кирпичных завода, 2 школы и волостное управление, на базе которого уже в 1928 году была открыта школа.
В 2023 году в состав села включено село Понзари Ивановского сельсовета.

## Население
| 2010 |
| ---- |
| 257  |

## Известные люди
В селе родились:
- Ерёмин, Игорь Алексеевич — поэт, журналист, член Союза писателей СССР.
- Самородов, Николай Евстигнеевич — Герой Советского Союза.
- Самородов, Сергей Артемьевич — Герой Советского Союза.